# Pirane
Piranë en albanais et Pirane en serbe latin (en serbe cyrillique : Пиране) est un village du Kosovo situé dans la commune/municipalité de Prizren et dans le district de Prizren/Prizren. Selon le recensement kosovar de 2011, elle compte 2 417 habitants.

## Histoire
Sur le site de Piranë/Pirane se trouve le site archéologique romain de Qeremida qui remonte aux Ier-IVe siècles ; en raison de sa valeur, il est proposé pour une inscription sur la liste des monuments culturels du Kosovo.

## Démographie

### Évolution historique de la population dans la localité
| 1948 | 1953 | 1961 | 1971  | 1981  | 1991  | 2011  |
| ---- | ---- | ---- | ----- | ----- | ----- | ----- |
| 496  | 563  | 717  | 1 098 | 1 488 | 1 790 | 2 417 |

|  |

### Répartition de la population par nationalités (2011)
En 2011, les Albanais représentaient 91,56 % de la population et les Ashkalis 8,27 %.